# Pelíškův Most
Pelíškův Most je malá vesnice, část obce Tichonice v okrese Benešov. Nachází se asi 2 km na sever od Tichonic. V roce 2009 zde bylo evidováno 25 adres. Pelíškův Most leží v katastrálním území Tichonice o výměře 7,29 km².

## Historie
První písemná zmínka o vesnici pochází z roku 1571.

## Další fotografie

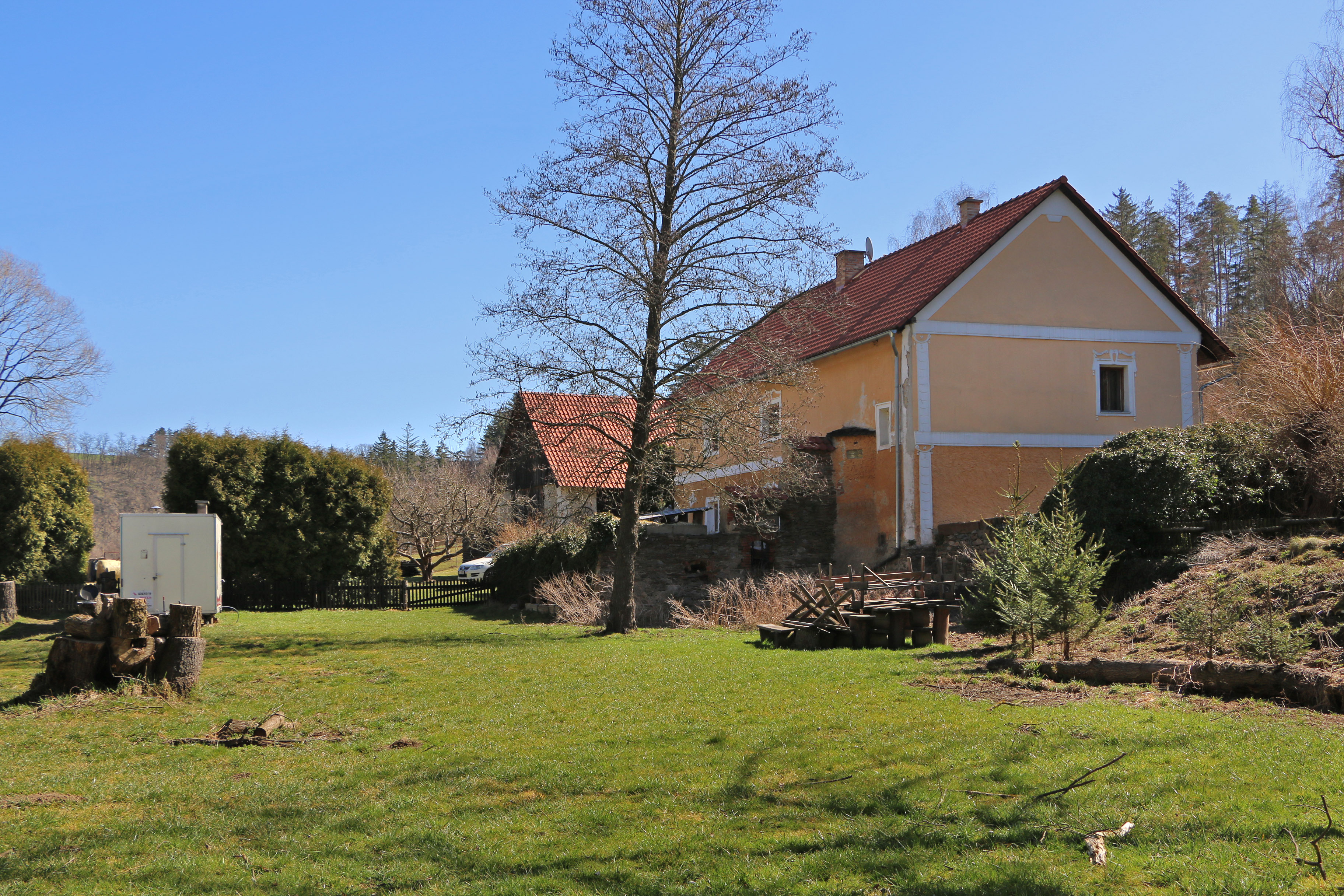
Louka u Sázavy
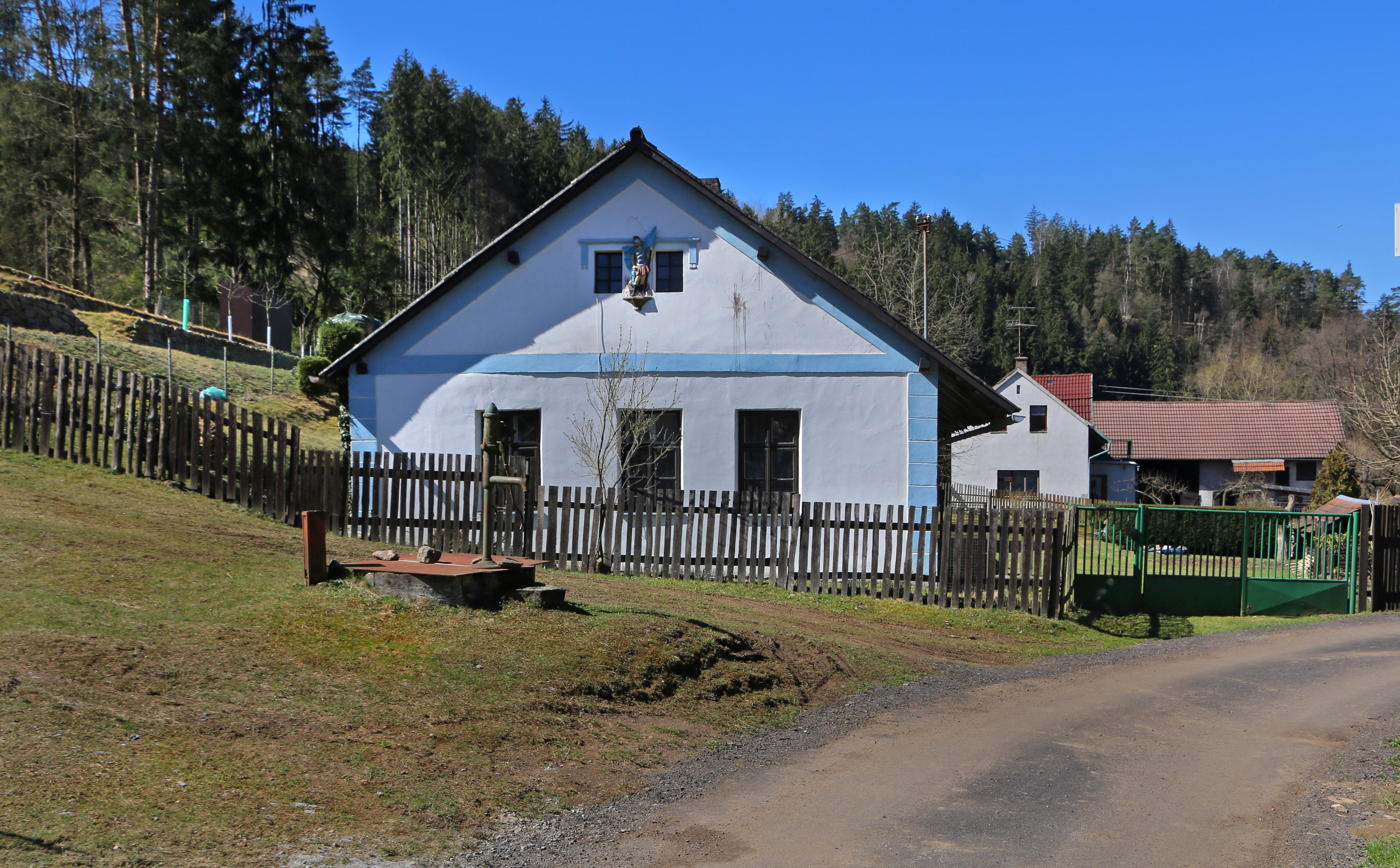
Dům čp. 3
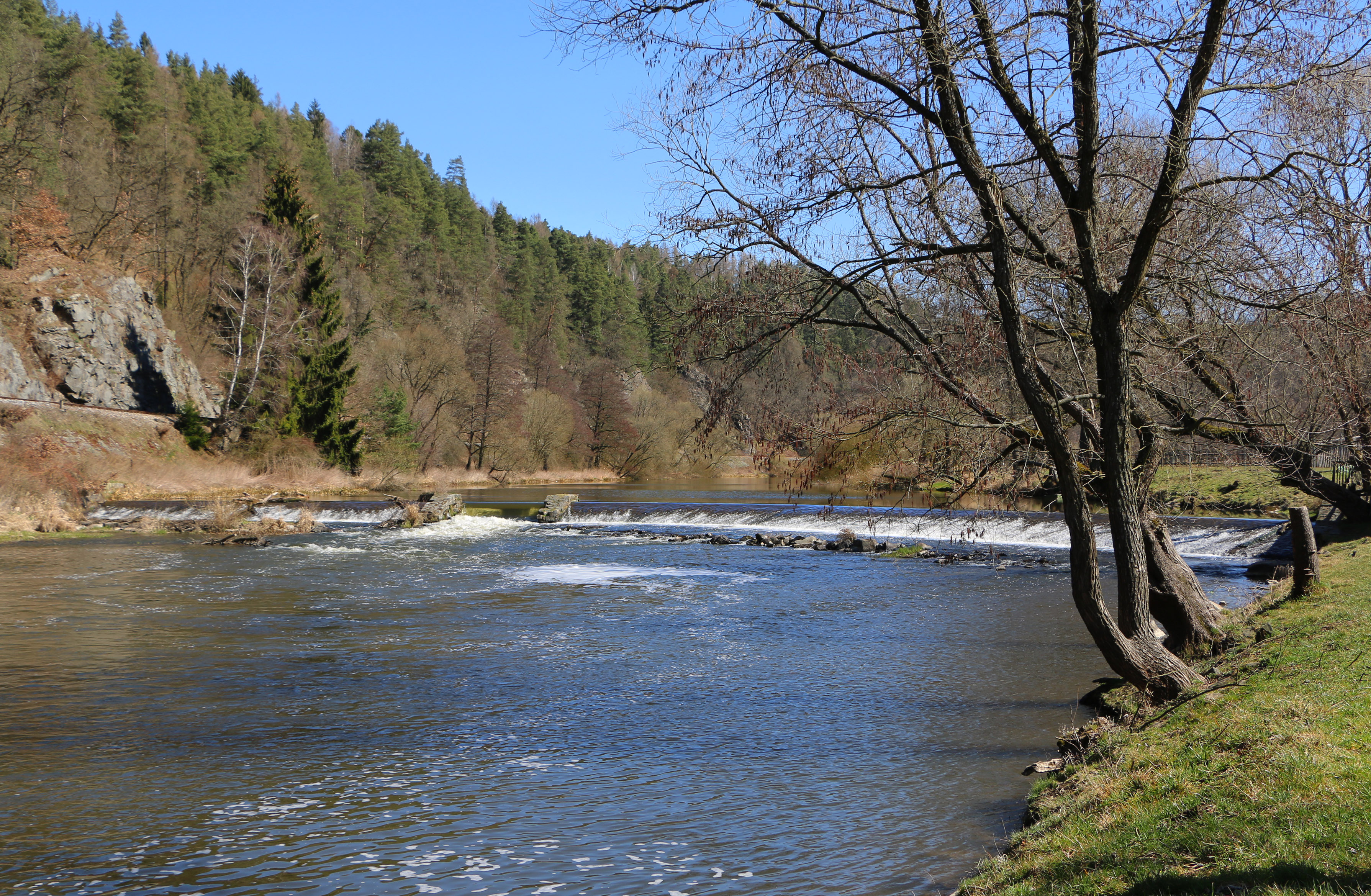
Jez na Sázavě
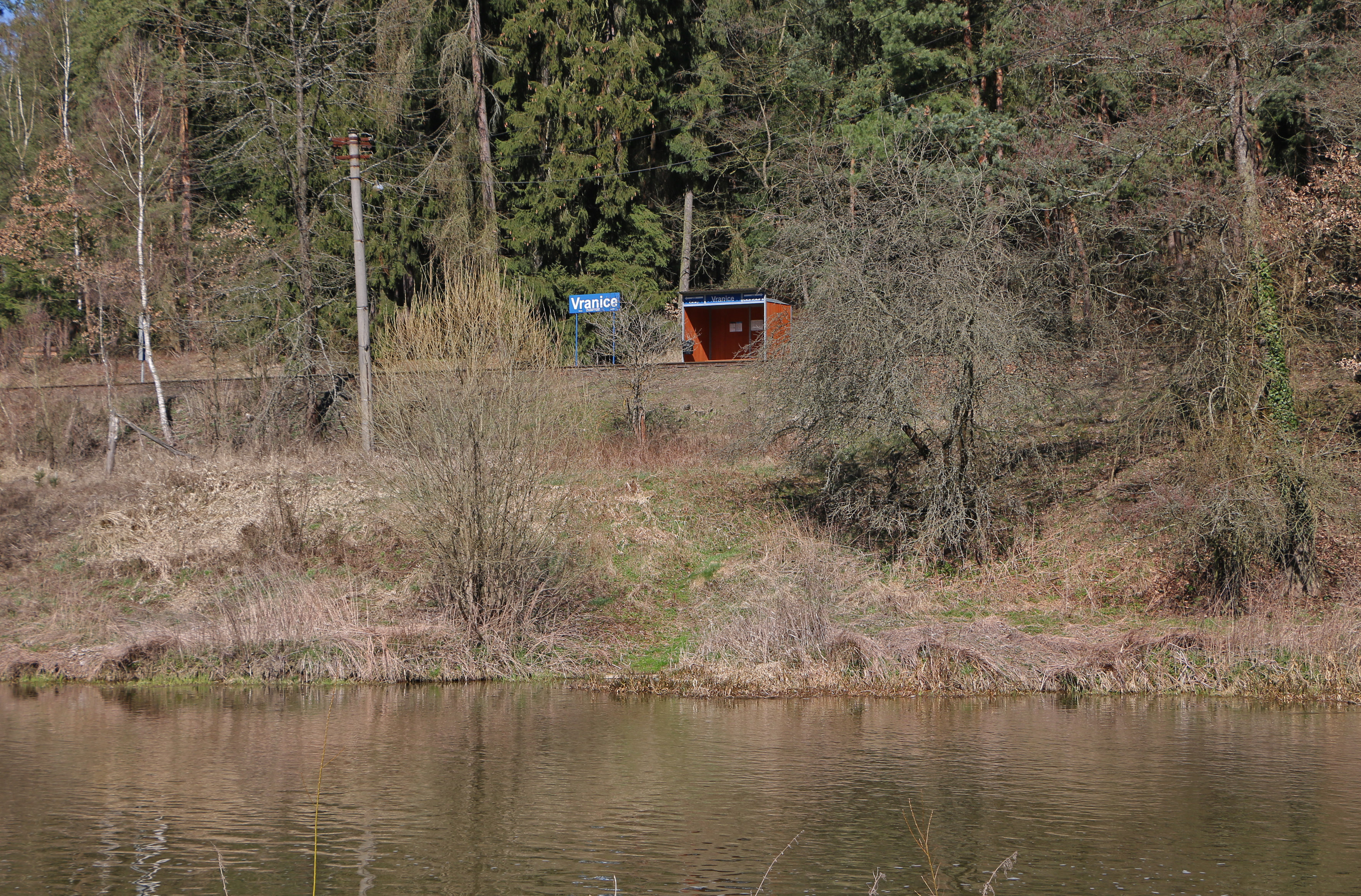
Zastávka Vranice na protějším břehu